# Monocyt
Monocytter er kroppens "skraldemænd", og deres job er at optage og tilintetgøre fremmede mikroorganismer og udslidte/døde celler. Monocytter er aktive både i blodet og i andre væv. Ved infektion vil et større antal monocytter gå ud i vævet, hvor de omdannes til makrofager, der er i stand til at nedbryde de indtrængende mikroorganismer. Denne evne til at nedbryde mikroorganismer gør makrofagerne til en vigtig del af kroppens forsvar mod infektion. Makrofager / monocytter er blandt de første af immunsystemets celler, der opdager bakterier eller virus ved en begyndende infektion. De har derfor også til opgave at alarmere de øvrige celler i immunsystemet, især lymfocytterne.
Dendritceller er differentierede monocytter, hvis hovedfunktion er at præsentere antigener og aktivere T-cellerne. De kaldes også for APC eller AP-celler (antigen-presenting cells).

## Eksterne links
- Blodets funktioner og bestanddele. Bloddonorerne i Danmark Arkiveret 19. januar 2012 hos  Wayback Machine

| Biologi | Spire Denne artikel om biologi er en spire som bør udbygges. Du er velkommen til at hjælpe Wikipedia ved at udvide den. |